# Izvor (gmina Bosilegrad)
Izvor (cyr. Извор) – wieś w Serbii, w okręgu pczyńskim, w gminie Bosilegrad. W 2011 roku liczyła 61 mieszkańców.